# Juan Pablo Alfaro
Juan Pablo Alfaro (* 2. März 1979 in Guadalajara, Jalisco) ist ein ehemaliger mexikanischer Fußballspieler, der vorwiegend im Mittelfeld agierte.  

## Leben
Alfaro begann seine Profikarriere bei seinem Heimatverein Chivas Guadalajara, aus dessen Nachwuchsbereich er hervorgegangen ist. Sein Debüt in der mexikanischen Primera División feierte er beim 2:0-Auswärtssieg der Chivasi am 15. August 1999 bei den Monarcas Morelia. 
Obwohl Chivas (mit einer Unterbrechung) zwischen 1999 und 2005 die längste Station seiner Karriere war, feierte er seine größten Erfolge mit dem CF Pachuca, bei dem er während des gesamten Kalenderjahres 2006 unter Vertrag stand und mit dem er sowohl die mexikanische Meisterschaft der Clausura 2006 als auch die Copa Sudamericana 2006 gewann.
Seine nächsten Stationen waren die Tiburones Rojos Veracruz und Deportivo Toluca, wo er jedoch nicht mehr zu Einsätzen kam, so dass Toluca ihn in der Saison 2008/09 bei seiner in der zweiten Liga spielenden Reservemannschaft Atlético Mexiquense einsetzte. Danach spielte Alfaro für die in der neu geschaffenen zweiten Liga spielenden Teams Reboceros de La Piedad und Lobos de la BUAP sowie anschließend für die in seiner Heimatstadt beheimateten Vereine Leones Negros de la UdeG und CD Estudiantes Tecos.

## Erfolge
- Mexikanischer Meister: Clausura 2006
- Copa Sudamericana: 2006